# A-Lex
A-Lex ist das elfte Studioalbum der brasilianischen Thrash-Metal-Band Sepultura. Es erschien im Januar 2009 bei Steamhammer/SPV.

## Entstehung
Wie der Vorgänger Dante XXI, der auf Dante Alighieris Göttlicher Komödie basierte, ist A-Lex ein Konzeptalbum. A-Lex basiert auf dem Buch A Clockwork Orange von Anthony Burgess aus dem Jahr 1962, das 1971 von Stanley Kubrick verfilmt wurde. A-Lex ist das erste Album mit dem neuen Schlagzeuger Jean Dolabella, nachdem Igor Cavalera die Band 2006 verlassen hatte.
A-Lex wurde 2008 in São Paulo in den Trama Studios aufgenommen und in den Mega Studios abgemischt. Dabei produzierte Stanley Soares gemeinsam mit der Band, Monika Cavalera war Executive Producer. Nach Angaben der Band entstand die Platte in Rekordzeit, da sie auf Studio-Jamsessions basierte, die die Band über einen Zeitraum von drei Monaten aufgenommen hatte.
Gitarrist Andreas Kisser sagte zum Konzept des Albums:

„We will write our soundtrack for this story and Burgess’ life will be an inspiration also to write the music, lyrics and for the artwork.“

Der Titel ist ein Wortspiel aus Alex, der Hauptfigur von A Clockwork Orange, sowie dem aus dem Lateinischen bzw. Altgriechischen stammenden a lex (‚ohne Gesetz‘).

## Rezeption
Das Album erreichte in Deutschland Platz 82 der Charts, in Österreich Platz 53, in der Schweiz Platz 68. Ronny Bittner übte im Magazin Rock Hard Kritik an dem Album. Er schrieb: „Man hört dem Album zu keinem Zeitpunkt den Konzeptcharakter an. Der resultierende Einheitslärm lässt einen lediglich beim variablen Sadistic Values aufhorchen.“ Sechs von zehn Punkten wurden vergeben. Dagegen lobte Alex Henderson von Allmusic die Umsetzung des Albumkonzepts. Zudem sei die Vitalität der Band hörbar, er resümierte: „vitality is alive and well on the superb A-Lex.“ Er vergab vier von fünf Sternen. Der mit neuartigen Zwischentönen versehene bewährte Thrash Metal stelle sich in seiner Intensität neben das Meisterwerk Roots, meinte Norbert Schiegl in der Musik Woche.

## Titelliste
1. A-Lex I – 1:53
2. Moloko Mesto – 2:09
3. Filthy Rot – 2:45
4. We’ve Lost You! – 4:13
5. What I Do! – 2:01
6. A-Lex II – 2:18
7. The Treatment – 3:23
8. Metamorphosis – 3:01
9. Sadistic Values – 6:50
10. Forceful Behavior – 2:27
11. Conform – 1:54
12. A-Lex III – 2:03
13. The Experiment – 3:28
14. Strike – 3:40
15. Enough Said – 1:36
16. Ludwig Van – 5:29
17. A-Lex IV – 2:46
18. Paradox – 2:15